# Hirschkanal
Der Hirschkanal (auch Hirschgraben, Wildgraben, Wildkanal, Waldkanal, Hirschbach) ist ein Kanal im Hardtwald nördlich von Karlsruhe.

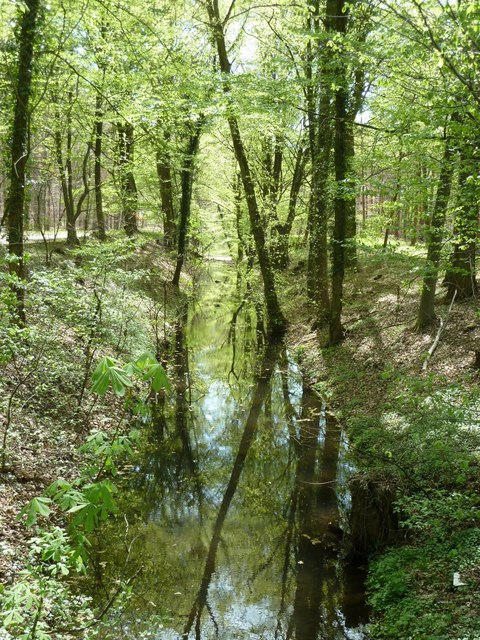
Der Hirschkanal im Hardtwald

## Baugeschichte
Der Hirschkanal wurde von 1818 bis 1820 als Abzweig der Alten Bach zur Wildtränkung im Karlsruher Hardtwald angelegt. Ein Teil seiner ursprünglichen Trasse wurde in den 1930er Jahren im Rahmen der Pfinz-Saalbach-Korrektion vom Pfinz-Entlastungskanal übernommen. Bei Hochwasser der Pfinz dient der Hirschkanal der Wasserabfuhr vom Pfinz-Entlastungskanal zum Rheinniederungskanal.

## Verlauf
An der Kreuzung des Pfinz-Entlastungskanals mit der Grabener Allee zweigt der Hirschkanal nach Norden ab. Er verläuft parallel zur Grabener Allee am Campus Nord des Karlsruher Institut für Technologie vorbei und mündet zwischen Graben und Hochstetten in die Alte Bach. Das Wasser von Hirschkanal und Alte Bach fließt über den Verlängerten Pfinzkanal in den Rheinniederungskanal.